# Inline-Alpin-Weltcup

Logo bis 2014

Der Inline-Alpin-Weltcup ist eine Inline Alpin Wettkampfserie, die von 2010 bis 2014 vom World Inline Alpine Committee (WIAC)  und vom jeweiligen nationalen Verband veranstaltet wurde. Seit 2015 ersetzt das Comité International de Roller Alpine (CIRA) das WIAC. Vor der Einführung des Weltcups gab es von 2004 bis 2009 den Inline-Alpin-Europacup.

## Geschichte
Im Jahr 2010 beschloss die Inline-Organisation Inline-Europa-Cup-Committee (IAEC), den Europacup nicht weiterzuführen. Stattdessen gründete man die Inline-Organisation World Inline Alpine Committee (WIAC), weil Japan als erstes nicht europäisches Land am Rennen teilnehmen wollte. Wie der Europacup wird auch der Weltcup seit der Einführung im Slalom ausgetragen. Seit 2012 gehören die Weltmeisterschaften zum Weltcupkalender dazu, aber nur der Riesenslalom und der Slalom gehen in die Wertung ein.
Anfang 2014 wurde die Inline-Organisation Comité International de Roller Alpine (CIRA) im Rollsport-Weltverband Fédération Internationale de Roller Sports (FIRS) eingerichtet. Die Auflösung des World Inline Alpine Committees zum 1. Januar 2015 wurde am 11. Oktober 2014 in Ismaning beschlossen.

## Disziplin
Der Start erfolgt im flachen Gelände über eine Startrampe. Die Rampe hat eine Höhe, welche zwischen 60 Zentimeter und zwei Metern differieren kann. Beim Berühren der Startschranke durch das Bein des Starters wird die elektronische Zeitmessung ausgelöst. Im Kursverlauf stehen ca. 15 Kilogramm schwere Kippstangen mit einem Haltesystem. Die Stangen stehen zwischen drei und acht Meter in horizontaler Richtung auseinander und stehen versetzt oder vertikal zueinander. Im Lauf stehen circa. 30 bis 60 Stangen in zwei unterschiedlichen Farben. Im Zielraum wird durch flachen oder ansteigenden Auslauf bzw. viel Raum gewährleistet, dass der Bremsweg ausreichend lang ist. An kritischen Stellen liegen Matten und Strohballen im Auslauf. Der Slalom wird in zwei verschiedenen Läufen durchgeführt.

## Strecke
Die Strecke ist zirka 150 bis 250 Meter lang, hat eine Breite von fünf Metern und eine Neigung von 6 bis 16 Prozent.

## Ausrüstung
Es dürfen nur ärmellose Leibchen mit Startnummer benutzt werden. Man darf nur Inlineskates verwenden, die geradlinig angeordnete Rollen haben. Diese Skates dürfen  mit drei, vier oder fünf Rollen gefahren werden. Jeder Athlet darf sich aussuchen, ob er mit oder ohne körpergerechten Stöcken fährt, darf aber keine abgesägten Stöcke verwenden. Man muss einen passgenauen Skater- oder Alpinhelm tragen, dazu einen serienmäßigen Handgelenkschutz. Auch dürfen gepolsterte Handschuhe als Protektoren für die Hände verwendet werden. Serienmäßiger Ellenbogenschutz mit Protektoren sowie serienmäßiger Knieschutz mit Protektoren sind Vorschrift und das Tragen von weiteren Protektoren wird empfohlen.

## Punktewertung
Es werden folgende Punkte für die Gesamtwertung vergeben und es gibt ein Streichresultat.
| Punkteverteilung | Männer und Frauen | Männer und Frauen | Männer und Frauen | Männer und Frauen | Männer und Frauen | Männer und Frauen | Männer und Frauen | Männer und Frauen | Männer und Frauen | Männer und Frauen | Männer und Frauen | Männer und Frauen | Männer und Frauen | Männer und Frauen | Männer und Frauen | Männer und Frauen | Männer und Frauen | Männer und Frauen | Männer und Frauen | Männer und Frauen | Männer und Frauen | Männer und Frauen | Männer und Frauen | Männer und Frauen | Männer und Frauen | Männer und Frauen | Männer und Frauen | Männer und Frauen | Männer und Frauen | Männer und Frauen |
| ---------------- | ----------------- | ----------------- | ----------------- | ----------------- | ----------------- | ----------------- | ----------------- | ----------------- | ----------------- | ----------------- | ----------------- | ----------------- | ----------------- | ----------------- | ----------------- | ----------------- | ----------------- | ----------------- | ----------------- | ----------------- | ----------------- | ----------------- | ----------------- | ----------------- | ----------------- | ----------------- | ----------------- | ----------------- | ----------------- | ----------------- |
| Platzierung      | 1                 | 2                 | 3                 | 4                 | 5                 | 6                 | 7                 | 8                 | 9                 | 10                | 11                | 12                | 13                | 14                | 15                | 16                | 17                | 18                | 19                | 20                | 21                | 22                | 23                | 24                | 25                | 26                | 27                | 28                | 29                | 30                |
| Punkte           | 100               | 80                | 60                | 50                | 45                | 40                | 36                | 32                | 29                | 26                | 24                | 22                | 20                | 18                | 16                | 15                | 14                | 13                | 12                | 11                | 10                | 9                 | 8                 | 7                 | 6                 | 5                 | 4                 | 3                 | 2                 | 1                 |

## Austragungsorte
Seit dem Jahr 2010 wurden in Deutschland, Italien, Lettland, Tschechien und Österreich Weltcupveranstaltungen ausgetragen. Die Austragungsorte wurden 2010 bis 2014 vom World Inline Alpine Committee und ab 2015 vom Comité International de Roller Alpine festgelegt.

## Gesamtsieger
| Jahr | Damen                                               | Herren                                              |
| ---- | --------------------------------------------------- | --------------------------------------------------- |
| 2010 | Claudia Wittmann                                    | Sebastian Gruber                                    |
| 2011 | Ann-Kathrin Stolz                                   | Marco Walz                                          |
| 2012 | Ann-Kathrin Stolz                                   | Kristaps Zvejnieks                                  |
| 2013 | Claudia Wittmann                                    | Kristaps Zvejnieks                                  |
| 2014 | Marina Seitz                                        | Manuel-Alessandro Zörlein                           |
| 2015 | Ann Krystina Wanzke                                 | Marco Walz                                          |
| 2016 | Claudia Wittmann                                    | Marco Walz                                          |
| 2017 | Ann Krystina Wanzke                                 | Sven Ortel                                          |
| 2018 | Marina Seitz                                        | Sven Ortel                                          |
| 2019 | Ann Krystina Wanzke                                 | Sven Ortel                                          |
| 2020 | Wettkämpfe abgesagt aufgrund der COVID-19-Pandemie. | Wettkämpfe abgesagt aufgrund der COVID-19-Pandemie. |
| 2021 | Mona Sing                                           | Sven Ortel                                          |
| 2022 | Mona Heller                                         | Jörg Bertsch                                        |
| 2023 | Mona Heller                                         | Jörg Bertsch                                        |
| 2024 | Mona Heller                                         | Jörg Bertsch                                        |

## Preisgeld
Für die Damen und Herren stellt die World Inline Alpine Committee für die Gesamtwertung insgesamt 2000 Euro Preisgelder zur Verfügung.
| Platzierung | 1     | 2     | 3     | 4     | 5     | 6    | 7    |
| Preisgeld   | 300 € | 200 € | 150 € | 120 € | 100 € | 80 € | 50 € |